# Cudillero (kommunhuvudort)
Cudillero är en kommunhuvudort i Spanien.   Den ligger i provinsen Province of Asturias och regionen Asturien, i den norra delen av landet, 400 km nordväst om huvudstaden Madrid. Cudillero ligger 27 meter över havet och antalet invånare är 5 986.
Terrängen runt Cudillero är huvudsakligen kuperad, men åt nordväst är den platt. Havet är nära Cudillero åt nordost.Runt Cudillero är det ganska tätbefolkat, med 155 invånare per kvadratkilometer. Närmaste större samhälle är Avilés, 17,8 km öster om Cudillero. 